# Il mulino sulla Floss (miniserie televisiva 1978)
Il mulino sulla Floss (The Mill on the Floss) è una miniserie televisiva in otto puntate della BBC, tratta dal romanzo omonimo di George Eliot e trasmessa nel Regno Unito nel 1978.
La miniserie fu interpretata da Pippa Guard e da Christopher Blake, sceneggiata da James Andrew Hall e diretta da Ronald Wilson.

## Trama
La giovane Maggie Tulliver lotta contro l'ostilità del fratello per assicurarsi una propria indipendenza e per costruire una vita propria e incondizionata con l'uomo che ama. Tuttavia, le sue scelte e quelle che le vengono passivamente imposte dalla propria famiglia e dalla società in cui vive, finiranno per condurla ad una tragica esistenza. 

## Cast
- Pippa Guard: Maggie Tulliver
- Christopher Blake: Tom Tulliver
- Judy Cornwell: Mrs. Tulliver
- Ray Smith: Mr. Tulliver
- Anton Lesser: Philip Wakem
- John Moulder-Brown: Stephen Guest

## Temi
La miniserie segue in maniera abbastanza fedele il romanzo originale della Eliot e la sua trama. Essendo un romanzo di stampo vittoriano, rispecchia al suo interno alcune delle tematiche dell'epoca, come la condizione della donna, l'indipendenza economica e i valori cristiani, spesso molto criticati e messi in discussione dall'autrice nei suoi romanzi. 

## Altre versioni
La BBC ha prodotto un film tv nel 1997, con Emily Watson nei panni di Maggie.